# Нос, Андрей Евдокимович
Андрей Евдокимович Нос (1842—1910) — присяжный поверенный, член Московского Совета присяжных поверенных.

## Биография
Родился 4 (16) января 1842 года. Был крестником П. Я. Чаадаева.
После окончания школы межевых топографов сдал экзамен на аттестат зрелости во 2-й Московской гимназии и поступил на юридический факультет Императорского Санкт-Петербургского университета, по окончании которого со степенью кандидата права в 1870 году поступил помощником к присяжному поверенному В. С. Пагапуци. В 1873 году стал присяжным поверенным, с 1874 года — присяжный стряпчий.
Написал несколько книг по юридической тематике: «Замечательные судебные дела» (1869. — 227 с.), а также биографии Д. В. Давыдова и А. Н. Островского; сотрудничал с журналом «Беседа». Им был составлен «Сборник русских законов о купеческом водоходстве» (в 2 частях; М.: Тип. Мартынова, 1881—1882). Член Общества любителей российской словесности, его казначей (до 11 декабря 1904 г.). На заседании 2 апреля 1894 года Общество вручило ему золотой жетон за десять лет деятельности, председатель ему «выразил приветствие»; это был единственный случай, когда Общество вручило что-то ценное своему сочлену.
Е. А. Нос был председателем Правления Общества для Содействия Русскому Торговому Мореходству (1893).
Скончался в 1910 году.